# Platinovec
Platinovec je naselje v Občini Šmarje pri Jelšah.